# Franz Grashof
 (avril 2023).
Pour les articles homonymes, voir Grashof et Grasshoff.
Franz Grashof (né le 11 juillet 1826 à Düsseldorf ; † 26 octobre 1893 à Karlsruhe) est un ingénieur allemand, professeur de génie mécanique à l’Institut de technologie de Karlsruhe.

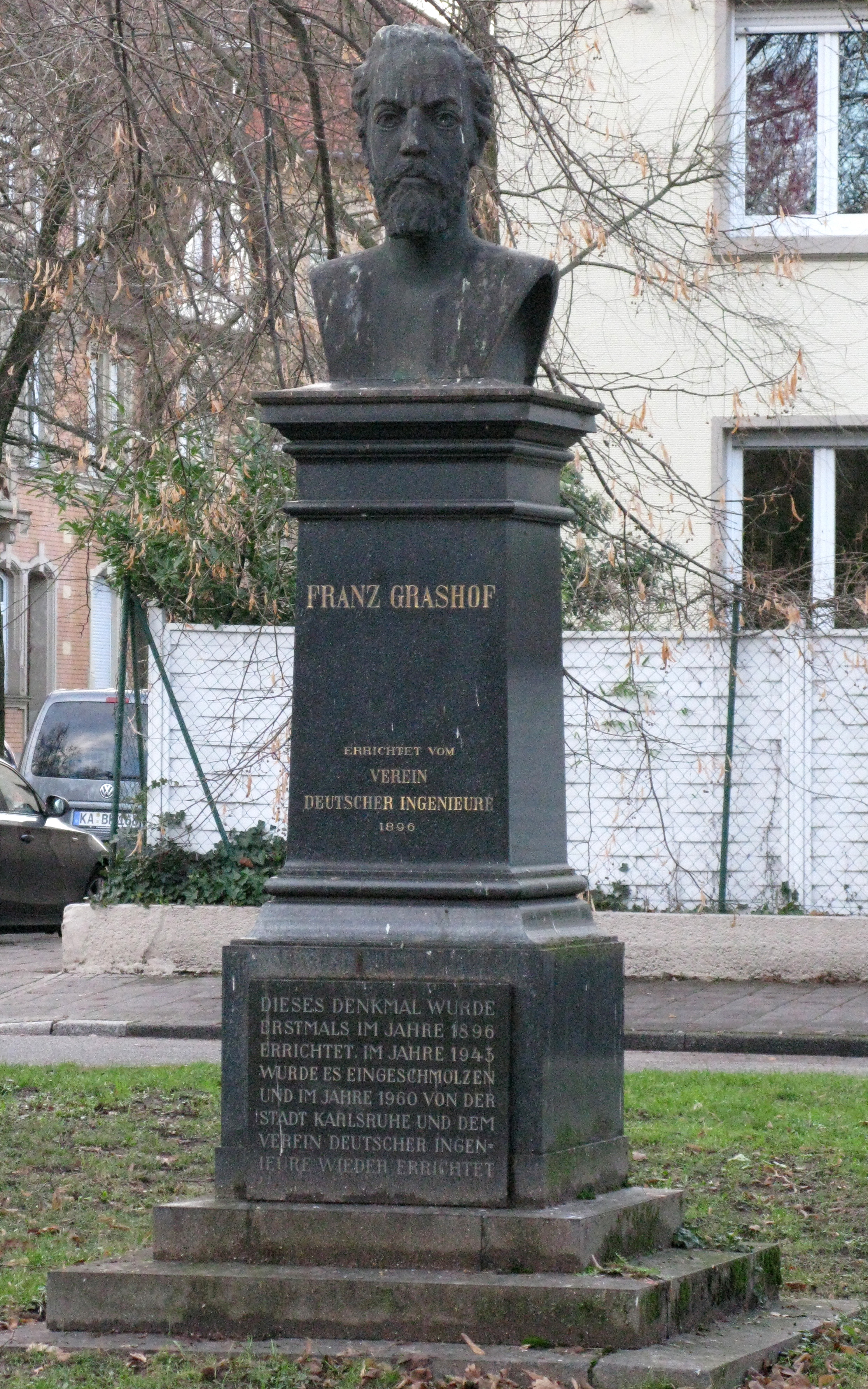
Statue de Grashof à Karlsruhe.

## Biographie
Fils d’Élisabeth Brüggemann et de Karl Grashof, professeur de Lettres classiques au lycée royal de Düsseldorf, Franz Grashof effectue ses études secondaires au lycée technique de Düsseldorf puis à l'école professionnelle d'Hagen. Passionné par les machines à vapeur et l'essor du rail, il est d'abord stagiaire dans une serrurerie. Au mois d'octobre 1844, il interrompt ses études sans avoir passé de diplôme, et s'inscrit à l'Institut royal des arts et métiers de Berlin, une école industrielle pour y apprendre la métallurgie. Il y apprend les Mathématiques, la physique et le génie mécanique. En 1847 et durant deux années, il interrompt une nouvelle fois ses études pour effectuer son service militaire en tant que volontaire au 7e bataillon de chasseurs à pied (de) de Düsseldorf. Animé par le désir de servir un jour sa patrie comme officier de la Marine, Franz Grashof s'engage en tant que simple matelot sur le voilier hambourgeois Esméralda. Lors de sa première expédition, de mars 1849 à décembre 1851, il doit s'avouer qu'il n'est pas fait pour la vie de marin et que, plutôt qu'un métier manuel, il lui faut embrasser une carrière d'enseignant. C'est ainsi qu'en 1852, il reprend ses études à Berlin, avec l'aide de Nikolaus Druckenmüller, Directeur de l'École industrielle de Berlin, conseiller au ministère du Commerce de Prusse et ami de la famille Grashof. Dès 1853, alors que Franz Grashof est encore en dernière année, on lui confie le cours de Mécanique appliquée et on lui propose de publier les notes de son cours dans l’Allgemeine Enzyklopädie der Physik. En 1856, il publie le premier chapitre consacré à l'Élasticité et la résistance des matériaux, puis une note sur les « Applications de la statique à la stabilité et la résistance des constructions civiles » (Anwendungen der Statik auf die Prüfung der Stabilität und Widerstandsfähigkeit von Baukonstruktionen). Au mois d'avril 1854, il conclut ses études par la réussite au certificat d'enseignement d'État, et peut occuper comme titulaire sa chaire de Mathématique et de Mécanique à l'École Industrielle de Berlin. C'est là que paraissent ses manuels de « Mécanique analytique », d'« Élasticité et résistance des matériaux », d'Hydraulique et de génie mécanique.
Le 28 décembre 1854, il épouse Henriette Nottebohm, et le 1er janvier 1855, on lui confie la direction de Service des poids et mesures de Berlin. Au mois de mai 1856, Franz Grashof participe à la création de la Verein Deutscher Ingenieure et en est le premier directeur. C'est ainsi qu'il se trouve à la fois directeur, rédacteur en chef et éditeur du tout nouveau journal de l'association (Archiv des Vereins Deutscher Ingenieure). Ses contributions multiples et variées à la vie de cette association sont récompensées en 1887 par l'attribution du statut de membre d'honneur, juste avant qu'il quitte ses fonctions de directeur, le 14 décembre 1890. En 1860, la faculté de  philosophie de l'Université de Rostock lui décerne le titre de Docteur honoris causa.
Le 15 septembre 1863, Franz Grashof prend la succession de Ferdinand Redtenbacher (de) à la chaire de génie mécanique de l'Institut de technologie de Karlsruhe, établissement dont il est de multiples fois le directeur entre 1867 et 1886 ; à l'invitation du grand-duc de Bade, il y siège de 1877 à 1882 et de 1887 à 1890 à la haute chambre régionale de Bade. Il y enseigne la résistance des matériaux, l'Hydraulique, les transferts thermique et le génie mécanique ; pour cette dernière discipline, il s'en tient à la théorie, confiant la partie pratique à Josef Hart. Il y enseigne jusqu'en 1891. En 1877, il est nommé membre de la Commission impériale des Poids et Mesures. Il milite pour la reconnaissance des universités techniques et écoles d'ingénieur en tant qu'universités à part entière.
Le 28 décembre 1882, il a une première attaque cérébrale dont il se remet apparemment entièrement. Jusqu'en 1892, il est membre permanent de la commission impériale des poids et mesures, et même en 1887 membre du conseil d'administration du Physikalisch-Technischen Reichsanstalt.
Franz Grashof meurt le 26 octobre 1893, victime d'une nouvelle attaque vasculaire.

## Œuvres
Grashof découvre la règle des engrenages dite de Grashof qui énonce qu'un système articulé à quatre barres n'est rigide que si la somme de la plus longue barre et de la plus courte est inférieure ou égale à la somme des deux barres restantes.
Grashof publie de nombreux manuels à destination de l'enseignement technique.
- (de) Die Festigkeitslehre mit besonderer Rücksicht auf die Bedürfnisse des Maschinenbaues.
- (de) Theoretische Maschinenlehre.
- (de) Ueber die der Organisation von polytechnischen Schulen zu Grund zu legenden Principien, vol. 8, coll. « Zeitschrift des VDI », 1864, p. 592–616.